# Éric Vermeulen
Éric Vermeulen (* 12. April 1954 in Saint-Quentin-de-Baron) ist ein ehemaliger französischer Radrennfahrer und nationaler Meister im Radsport.

## Sportliche Laufbahn
Vermeulen war im Bahnradsport aktiv. Er war Teilnehmer der Olympischen Sommerspiele 1976 in Montreal. Im 1000-Meter-Zeitfahren belegte er beim Sieg von Klaus-Jürgen Grünke den 5. Platz.
1976 siegte er in der nationalen Meisterschaft im 1000-Meter-Zeitfahren vor Pierre Trentin. 1978 und 1979 wurde er Vize-Meister hinter Yavé Cahard. In der Meisterschaft im Sprint wurde Vermeulen 1976 Zweiter hinter Daniel Morelon.

## Berufliches
Vermeulen arbeitete nach seiner aktiven Karriere als Vereinstrainer und ab 2005 als Nationaltrainer der französischen Sprinter.